# Tempête sur les Alpes
Pour les articles homonymes, voir Tempête (homonymie).
Pour plus de détails, voir Fiche technique et Distribution.
Tempête sur les Alpes est un film français tourné par le cinéaste de montagne Marcel Ichac aux côtés des FFI des Alpes (dont Alain Le Ray, Jacques Boell, etc.) durant l'hiver 1944-1945. Ce furent les plus hauts combats de la Seconde Guerre mondiale menés en France et Tempête sur les Alpes en constitue le seul témoignage filmé. Marcel Ichac montre les combats « d'une manière sobre et efficace ».
Le nom Tempête sur les Alpes désigne également actuellement une association dédiée au souvenir de ces combats.